# Masalia flava
Masalia flava är en fjärilsart som beskrevs av Antonius Johannes Theodorus Janse 1940. Masalia flava ingår i släktet Masalia och familjen nattflyn. Inga underarter finns listade i Catalogue of Life.